# Macrotrema caligans
Genre
Espèce
Macrotrema caligans est une espèce de poissons d'eau douce de la famille des Synbranchidae. C'est la seule du genre Macrotrema (monotypique). 